# Le Fils de l'homme (Magritte)
Pour les articles homonymes, voir fils de l'homme.
Le Fils de l'homme est une toile de René Magritte qui date de 1964. On y voit un homme debout devant un mur et un paysage marin, ayant une pomme verte devant le visage, seul son œil gauche apparait. L'homme en veste noire et au chapeau melon est l'un des personnages typiques de la peinture magritienne. Le spectateur aimerait voir le visage derrière la pomme, il le devine seulement.
Magritte évoque cette œuvre dans une interview donnée à Jean Neyens :

« Toute chose ne saurait exister sans son mystère. C'est d'ailleurs le propre de l'esprit que de savoir qu'il y a le mystère. (...) Une pomme, par exemple, fait poser des questions. (...) Dans un tableau récent, j'ai montré une pomme devant le visage d'un personnage.(...) Du moins, elle lui cache le visage en partie. Eh bien là, il y a donc le visage apparent, la pomme qui cache le visage caché, le visage du personnage. C'est une chose qui a lieu sans cesse. Chaque chose que nous voyons en cache une autre, nous désirons toujours voir ce qui est caché par ce que nous voyons. Il y a un intérêt pour ce qui est caché et que le visible ne nous montre pas. Cet intérêt peut prendre la forme d'un sentiment assez intense, une sorte de combat dirais-je, entre le visible caché et le visible apparent. »

## Dans la culture populaire
La vidéo du groupe Yes pour la chanson Astral Traveller montre un homme habillé de la même façon et coiffé d'un chapeau melon marcher droit devant lui. À la fin de la vidéo, il se tourne vers la caméra pour dévoiler l'image d'une pomme verte collée à son chapeau melon, cachant son visage.
The Son of Man, antagoniste du Nightrunner dans la bande dessinée de David Hine, tire son nom de cette peinture.
Le tableau est présent dans le film L'Affaire Thomas Crown de 1999, avec notamment une question à Thomas Crown « Combien de temps avez-vous posé pour l'artiste ? » à laquelle il répond avoir une copie de ce Magritte.